# LP Viesti Salo
LP Viesti Salo är en volleybollklubb i Salo, Finland. Klubben grundades 28 februari 2008. Klubben har blivit finska mästare 9 gånger (damer).